# Économie du bonheur

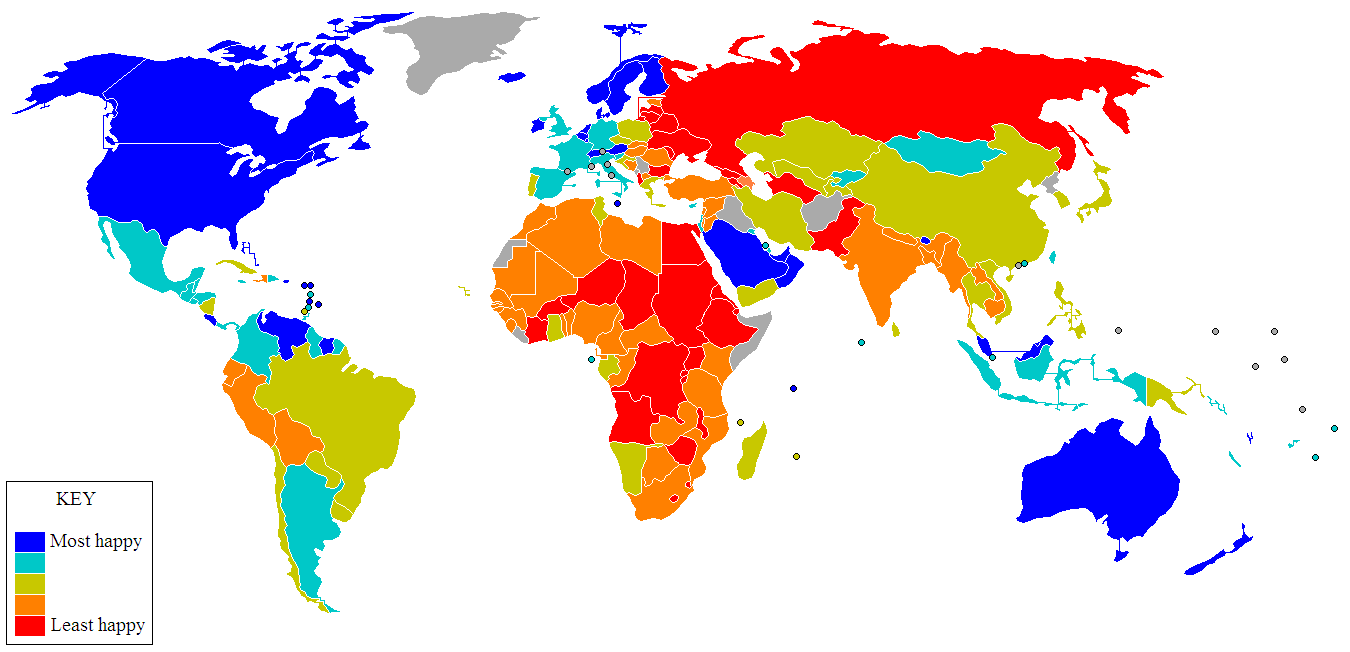
Indice de satisfaction de la vie par pays en 2006, selon le psychologue Adrian White,.

L’économie du bonheur est une branche émergente de l'économie. « Véritable discipline académique, elle s’évertue à observer et analyser les déterminants économiques du bien-être subjectif des individus tel qu’il est déclaré dans les enquêtes. »
Elle se distingue de l'économie du bien-être en ce qu'elle ne fonde pas ses analyses sur des considérations objectives et générales (la santé, l'éducation, l'environnement, etc) mais sur ce que l'on appelle communément le bonheur ; plus précisément sur des témoignages d'ordre subjectif, recueillis lors d'enquêtes associant psychologie et sociologie, au cours desquelles chacun indique comment s'établissent par exemple ses liens avec sa famille, ses relations au travail, son rapport à l'argent, l'importance que l'on donne à ce qui est utile, nécessaire, et ce qui ne l'est pas... de façon plus globale, quel est son état d'esprit dans la vie et quelle est sa capacité de gérer les contraintes de toutes sortes.

## Origines

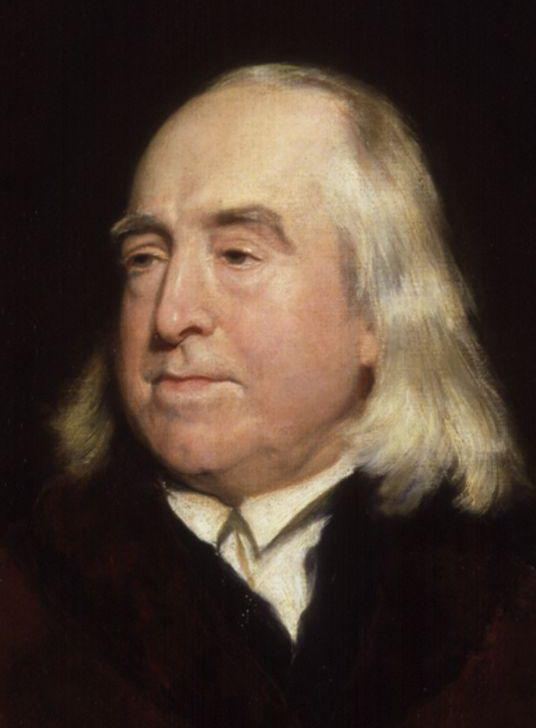
Jeremy Bentham

L'économie du bonheur trouve sa source au XVIIIe siècle dans la philosophie de Jeremy Bentham qui s'efforce d'appliquer son principe d'utilité  au système politique, la législation, la justice, la politique économique... et même à des questions concrètes telles que la liberté sexuelle ou l'émancipation des femmes. Bentham expose ce concept en 1789 dans son Introduction aux principes de la morale et de la législation : 

« Par principe d'utilité, on entend le principe selon lequel toute action, quelle qu'elle soit, doit être approuvée ou désavouée en fonction de sa tendance à augmenter ou à réduire le bonheur des parties affectées par l'action. […] On désigne par utilité la tendance de quelque chose à engendrer bien-être, avantages, joie, biens ou bonheur. »

Le principe éthique à partir duquel Bentham juge les comportements individuels ou publics est l'utilité sociale qui vise, pour reprendre la célèbre formule de Francis Hutcheson, « le plus grand bonheur du plus grand nombre » (1725).

## Mesure du bonheur
Il existe diverses méthodes qui ont chacune leurs avantages et leurs limites. Ces méthodes sont notamment les échelles d’auto-évaluation, le DRM et l’ESM.
Les échelles d’auto-évaluations consistent en des questionnaires. Ces questionnaires peuvent être très courts, une question, par exemple « A quel point êtes-vous heureux ? ». Il est demandé au répondant de s’étalonner sur une échelle de 1 à 7 ou de 1 à 10, 7 et 10 représentant dans chacune des échelles le bonheur exprimé le plus haut. Le questionnaire peut être beaucoup plus long. On peut mesurer plus qu’un niveau de bonheur, ses composantes, afin d’avoir le profil du bonheur de la personne. Les échelles d’auto-évaluation sont la méthode la plus utilisée.
Le DRM ou Day Reconstructing Method (Méthode de reconstruction de la journée) consiste à demander aux participants de dire à la fin de la journée quelles ont été leurs activités durant la journée, à quel point ils ont été heureux pendant chacune des activités et combien chaque activité a duré.
L’ESM ou Experience Sampling Method (Méthode d’échantillonnage des expériences) consiste à demander aux participants de donner leurs impressions à des moments choisis de manière aléatoire.
Ces trois méthodes fournissent des données subjectives. Elles  ont des limites : sensibilité à la désirabilité sociale et tendances cognitives variables selon les méthodes.

## Effets de l'argent et de la croissance économique sur le bonheur

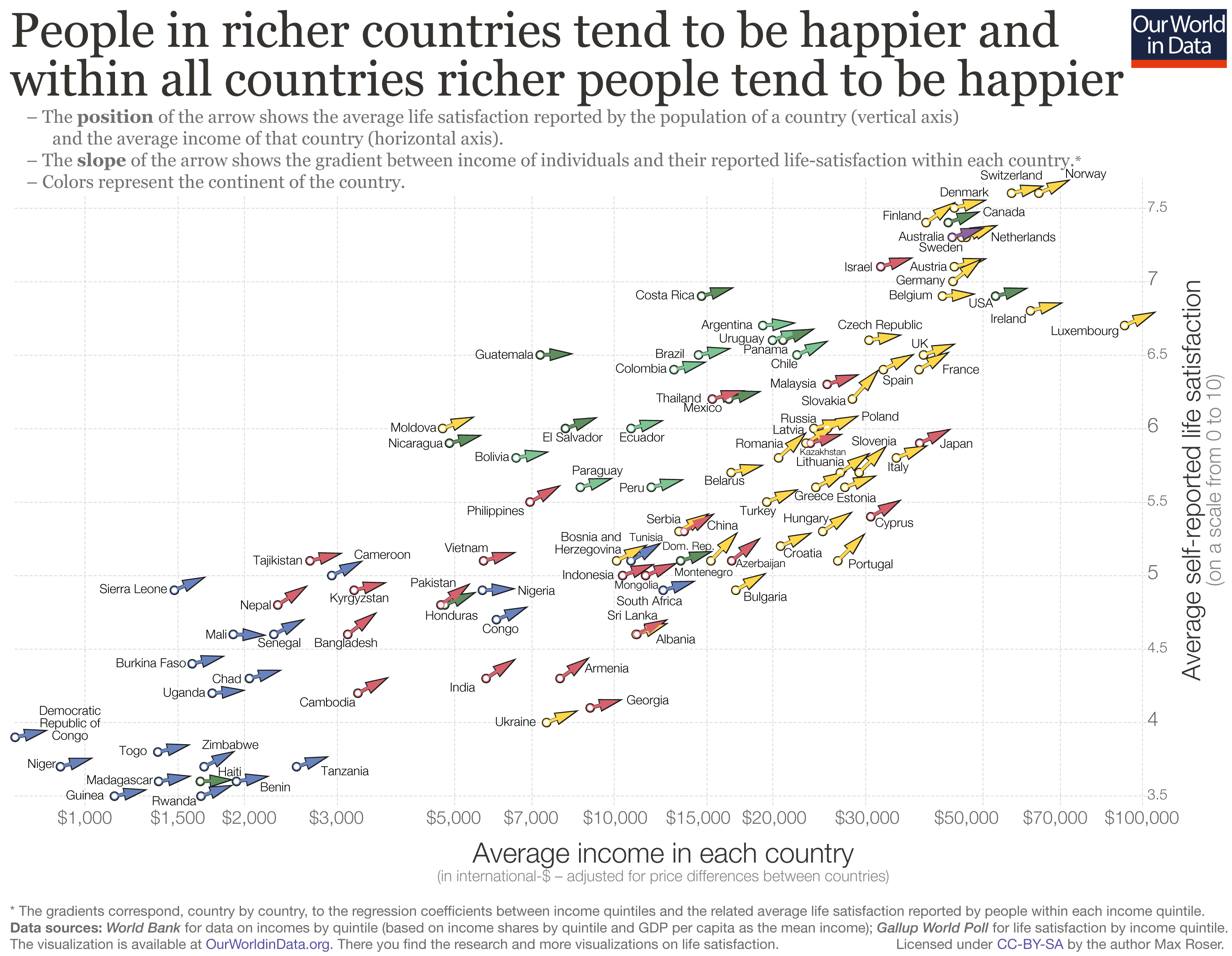
Les pays riches ont tendance à être plus heureux que les pays pauvres (les observations s’alignent autour d’une tendance à la hausse), et les personnes plus riches au sein des pays ont tendance à être plus heureuses que les personnes plus pauvres dans les mêmes pays (les flèches pointent systématiquement vers le nord-est).

Premièrement, bonheur et revenu sont positivement mais légèrement corrélés. Deuxièmement, de manière plus approfondie, leur relation paraît curvilinéaire. Lorsque le revenu est faible, un surcroît de revenu tend à augmenter le bonheur, mais à partir d'un seuil qui varie selon les études, davantage de revenu ne signifie plus ou quasiment plus davantage de bonheur. Troisièmement, des études montrent que la relation entre bonheur et revenu n'est pas forcément linéaire. Sous certaines conditions, les personnes pauvres peuvent être en moyenne plus heureuses que les personnes riches.
Les économistes ont donné deux explications à ces résultats : la comparaison sociale et l'adaptation. Les recherches des psychologues sont beaucoup plus riches en ce domaine. Ils mettent notamment en avant que les aspects économiques ne sont qu'un déterminant parmi d'autres du bonheur et qu'il existe des stratégies qui peuvent être plus profitables au bonheur des citoyens que les seules stratégies économiques.

## L'économie du bonheur peut-elle participer à améliorer le bonheur?
Premièrement, l'économie n'est qu'un déterminant parmi d'autres du bonheur. Toutes les solutions ne sont pas économiques. Deuxièmement, l'économie du bonheur peut aider à réhumaniser la pensée économique et peut-être le fonctionnement économique. Troisièmement, le plus grand destructeur de bonheur sur le plan économique est le chômage. Quatrièmement, si la pensée économique traditionnelle considère qu'il y a un taux de chômage sous lequel il est difficile de passer, la psychologie a développé des solutions pour neutraliser la perte de bonheur que subissent les chômeurs. Cinquièmement, la psychologie a aussi développé des solutions pour améliorer le bonheur en entreprise.

## Rationalisation économique d'un principe subjectif
De par sa nature, le bonheur est subjectif. Il est difficile de comparer le bonheur d'une personne avec celui d'une autre. Il l’est d’autant plus de comparer ce concept entre différentes cultures et différents pays. Cependant, les économistes du bonheur croient pouvoir résoudre ce problème comparatif : le croisement de larges échantillons de données dans l'espace (nations) et dans le temps, permet d'obtenir des motifs d'évolution illustrant leurs propos.
Abraham Maslow établit que le bonheur humain résulte de la satisfaction de besoins et de désirs qu'il hiérarchise dans la pyramide des besoins de Maslow. Cette hiérarchisation peut ensuite être utilisée pour évaluer le bonheur global des individus.
La micro-économie, à son tour, s’efforce de mettre cette mesure du bonheur sous forme d’équation : {\displaystyle W_{it}=\alpha +\beta {x_{it}}+\epsilon _{it}}, où {\displaystyle W} est le bien-être déclaré par un individu {\displaystyle i} au temps {\displaystyle t}, et {\displaystyle x} est le vecteur de variables connues, socio-démographiques, socio-économiques, etc.
Parmi les facteurs déterminants du bonheur, citons l'argent, fortement corrélé au départ et moins au fur et à mesure que la richesse augmente,. Une étude montre que le revenu, corrigée de l'impact du statut social, n'est pas corrélé avec le bonheur. Le temps libre est également corrélé avec la satisfaction. Plus généralement, il y a une corrélation entre le bonheur et le sentiment de mener la vie qu'on veut et d'en contrôler son développement. Le chômage, ou la peur de perdre son emploi (rationnelle ou non) est une source importante d'insatisfaction. Le mariage est aussi corrélé avec le bonheur, encore qu'il faille déterminer si, introduisant un biais statistique dans la relation de cause à effet, les gens optimistes et heureux ont plus tendance à fonder une famille que les pessimistes et les gens malheureux.
Une étude menée par l’Université de Zurich suggère que la démocratie et le fédéralisme contribuent au bien-être des individus. Plus il y a de démocratie directe et de possibilité de participer à la politique, plus le bonheur subjectif est élevé. Le libéralisme économique est fortement corrélé avec la satisfaction déclarée, ce que l'on peut rapprocher du critère précédemment listé du sentiment de contrôler le développement de sa vie et de mener la vie qu'on veut.